# Parc Upper Clements
Le Parc Upper Clements (Upper Clements Park en anglais) est un parc d'attractions situé dans le hameau d'Upper Clements, près d'Annapolis Royal, dans le comté d'Annapolis, en Nouvelle-Écosse.
Le parc est limitrophe du parc provincial d'Upper Clements. Il comprend 26 manèges.
Il fut ouvert en 1989 par le gouvernement de la Nouvelle-Écosse, en tant que plan de développement économique pour la région d'Annapolis Royal. Durant les années 1990, le parc a souffert d'une baisse de popularité et d'entretien, mais la situation s'est grandement améliorée[réf. nécessaire]. Le parc a accueilli 100 000 visiteurs en 2006[réf. nécessaire]. Il est ouvert 90 jours par an, durant l'été. Le parc est administré depuis 2007 par la société Hanse, un organisme à but non lucratif financé par le gouvernement.

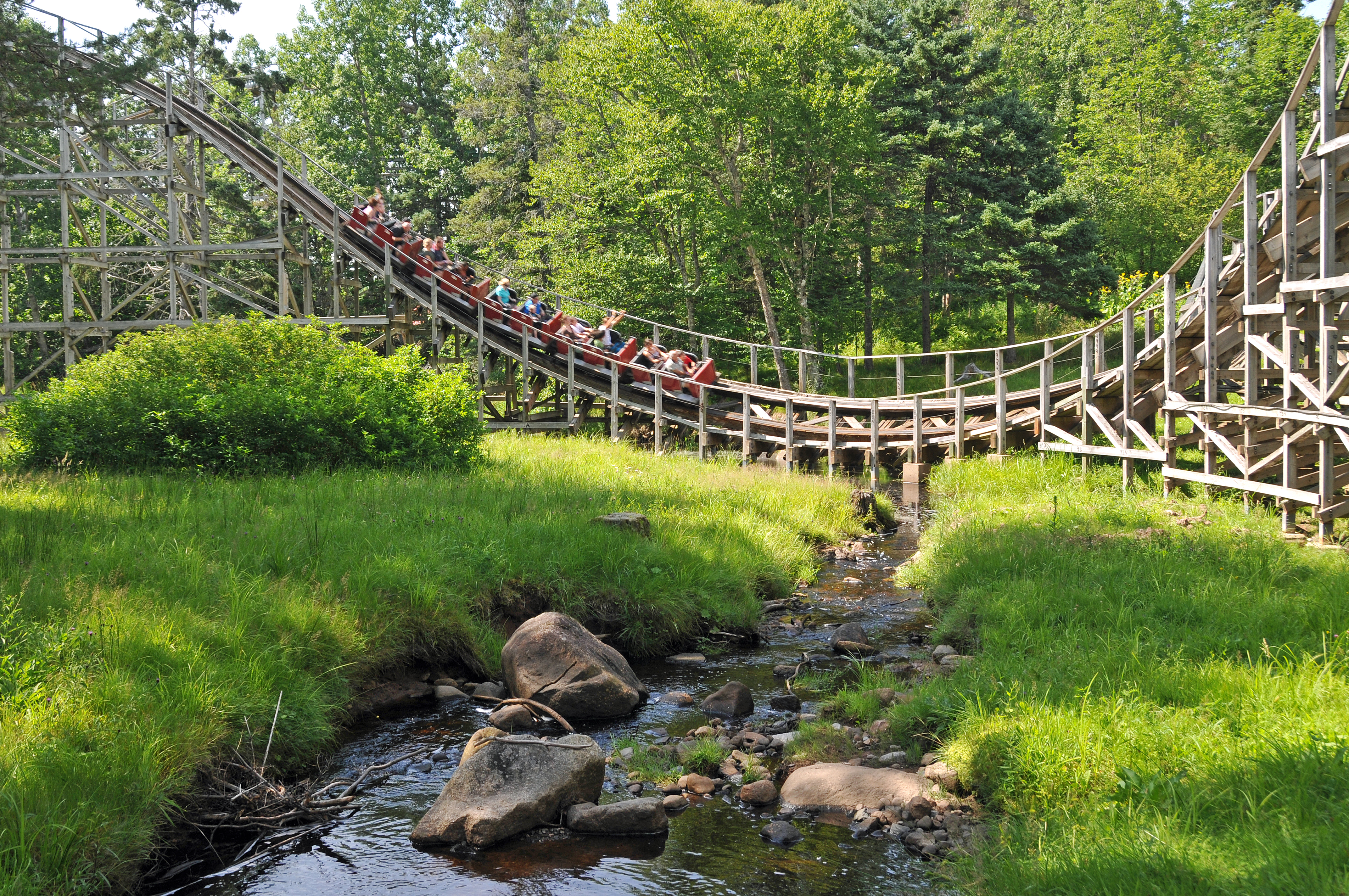
Roller Coaster